# Samburupithecus
Samburupithecus é um primata extinto que viveu no Quênia durante o Mioceno médio e tardio. A única espécie deste gênero, Samburupithecus kiptalami,conhecido apenas a partir de um fragmento de maxila datado de 9,5 milhões de anos atrás descoberto por Hidemi Ishida e Martin Pickford em 1997. Samburupithecus tinha aproximadamente 60 kg ,e era provavelmente um quadrúpede terrestre frugívoro (Fleagle1999). Reconstruções paleoambientais indicam que os Samburupithecus provavelmente viviam em um habitat arborizado cercado por savana (Tsujikawa, 2005)   e descrito formalmente por Ishida & Pickford 1997 . O espécime-tipo KNM-SH 8531 foi descoberto pela Expedição Conjunta Japão-Quênia no sítio fóssil SH22 no distrito de Samburu, uma localidade onde vários outros pesquisadores não encontraram fósseis de macacos.
Samburupithecus viveu durante a chamada “lacuna dos macacos africanos” 14 para 7 Ma, um período a partir do qual muito poucos fósseis de hominídeos foram encontrados na África até relativamente recentemente. Esta aparente lacuna, no entanto, é agora povoada por uma diversidade de macacos como Nakalipithecus, Chororapithecus abyssinicus, Otavipithecus, e Nacholapithecus .

## Características

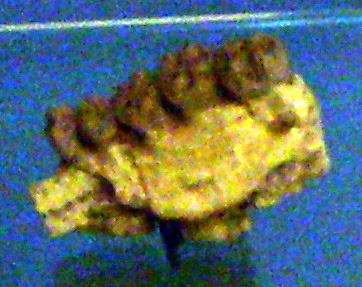
Fragmento de mandíbula

Samburupithecus pesava aproximadamente 60 quilogramas (130 lb)  e era provavelmente um quadrúpede terrestre frugívoro . As reconstruções paleoambientais indicam que Samburupithecus provavelmente vivia em um habitat arborizado cercado por savana .
As características cranianas definidoras deste gênero incluem zigomático baixo e largo, processo alveolar reto e seio maxilar grande. As características dentárias definidoras incluem pré -molares com três raízes, esmalte espesso e cúspides bunodontes .
Os dentes da maxila do tipo Samburupithecus são comparáveis em tamanho aos da mandíbula do tipo Nakalipithecus, aproximadamente do tamanho de uma fêmea de gorila moderna. Os pré-molares superiores de ambos são alongados mesiodistalmente (ao longo da fileira de dentes), mas os de Samburupithecus possuem cúspides mais infladas e posicionadas mais centralmente, de modo que as fóveas e bacias oclusais (depressões no topo dos dentes) são muito restritas. Isso sugere que Samburupithecus era fortemente especializado em comparação com outros macacos do Mioceno e existentes. Outra característica distintiva entre os dois é o maior relevo da junção dentina / esmalte em Samburupithecus .
Esses dentes alongados são diferentes de muitos outros hominídeos do Mioceno, ligando o táxon Samburupithecus aos gorilas, chimpanzés e hominídeos, mas suas relações dentro deste clado não são atualmente claras. Devido a esta mistura de características primitivas e derivadas no espécime KNM-SH 8531, foi proposto que Samburupithecus viveu antes da divisão gorila-chimpanzé-hominídeo e, portanto, que é um ancestral comum a estes primatas ao lado de Ouranopithecus .